# Política dos Emirados Árabes Unidos
A cada 5 anos o conselho de emires dos Emirados Árabes Unidos se reúne para eleger um Presidente e um Vice-presidente entre eles.
Zayed Bin Sultan Al Nahyan, emir de Abu Dhabi desde 1966 e líder político da nação desde sua independência, em 1971, foi reeleito em 1974, 1977, 1982, 1986, 1989, 1993, 1996, 1999 e 2003, tendo 10 mandatos elegíveis pelos emires até sua morte, em 2 de novembro de 2004. Como Emir em seu lugar, assumiu seu filho, Khalifa Bin Zayed Al Nahyan, e inclusive foi eleito unanimemente Presidente em 2 de novembro de 2004 para estar a frente do país em eleição realizada entre os emires.
O Vice-presidente do país é Muhammad bin Rashid al-Maktum, Emir de Dubai, que teve seu mandato reafirmado dia 2 de novembro de 2004 em eleição unânime entre os mesmos emires.